# Stone Broken
Stone Broken ist eine englische Rockband aus Walsall.

## Geschichte
Die Band gründete sich im Jahre 2013 aus den Überresten zweier Gruppen. Sänger und Gitarrist Rich Moss hatte sich zuvor aus dem Musikgeschäft zurückgezogen, nachdem ein Mitglied seiner namentlich nicht bekannten Band an den Folgen übermäßigen Alkoholkonsums verstarb. Nachdem er zwischenzeitlich als Analyst arbeitete gründete Moss dann die Band Stone Broken zusammen mit dem Gitarristen Chris Davis, dem Bassisten Kieron Conroy und der Schlagzeugerin Robyn Haycock. Bereits 2014 veröffentlichte die Band die selbst finanzierte EP The Crow Flies und spielte zahlreiche Konzerte in den West Midlands. Am 29. Januar 2016 veröffentlichte die Band ihr Debütalbum All in Time, dass vom Waliser Romesh Dodangoda produziert wurde. Dodangoda arbeitete zuvor unter anderem mit Bands wie Motörhead, Bring Me the Horizon oder Funeral for a Fried zusammen. Es folgte eine längere Tournee durch Europa, bei der Stone Broken für Bands wie Nashville Pussy oder Inglorious. Bei den Planet Rock Awards 2016 wurden Stone Broken in der Kategorie Beste neue Band Zweite.
Anfang 2017 nahmen Stone Broken ihr zweites Studioalbum auf. Erneut wurde das Album von Romesh Dodangoda produziert und in Cardiff aufgenommen. Nach Beendigung der Aufnahmen tourte die Band im Vorprogramm von Glenn Hughes und Living Colour durch Europa und spielte im Sommer beim Download-Festival. Zwischenzeitlich wurde die Band bei den Planet Rock Awards 2017 in den Kategorien Beste britische Band und Bestes britisches Album nominiert, die Preise gingen allerdings an Iron Maiden bzw. die Black Star Riders. Im Oktober 2017 nahm das finnische Plattenlabel Spinefarm Records die Band unter Vertrag. Das zweite Studioalbum Ain’t Always Easy wurde am 2. März 2018 veröffentlicht und stieg auf Platz 37 der britischen Albumcharts ein. Gleichzeitig startet die Band ihre erste Headlinertournee durch das Vereinigte Königreich.

## Stil
Stone Broken spielen eine Mischung aus Hard Rock und Post-Grunge. Die Band wird mit Künstlern wie Nickelback, Theory of a Deadman, Black Stone Cherry, Alter Bridge,  Shinedown oder den Foo Fighters verglichen.

## Diskografie

### Alben
- 2016: All in Time
- 2018: Ain’t Always Easy
- 2022: Revelation

### EPs
- 2014: The Crow Flies

### Musikvideo
- 2014: Let Me Go
- 2016: Wait for You
- 2018: Heartbeat Away